# Parathesis mexicana
Parathesis mexicana är en viveväxtart som beskrevs av Cyrus Longworth Lundell. Parathesis mexicana ingår i släktet Parathesis och familjen viveväxter. Inga underarter finns listade i Catalogue of Life.